# Sphegina punctata
Sphegina punctata är en tvåvingeart som beskrevs av Cole 1921. Sphegina punctata ingår i släktet midjeblomflugor, och familjen blomflugor. Inga underarter finns listade i Catalogue of Life.